# Louis Vernet
Pierre Louis Vernet (Doranges, Puèi Domat, 5 de maig de 1870 - Choisy-au-Bac, Oise, 19 de març de 1946) va ser un arquer francès que va competir a començaments del segle xx.
El 1908 va prendre part en els Jocs Olímpics de Londres, on va guanyar la medalla de plata en la prova de l'estil continental del programa de tir amb arc. En la prova de la doble ronda York fou vintè.